# Pointe de Nancy
La pointe de Nancy est un sommet de France situé dans les Alpes, en Haute-Savoie. Elle constitue l'extrémité septentrionale de la chaîne du Reposoir et par extension, de la chaîne des Aravis. Ses falaises, la tête Naz, les rochers de Chevrier et les rochers de Huant, dominent au nord et au nord-est la vallée de l'Arve au niveau de la cluse avec la pointe de Chevran en rive droite de l'Arve où se sont notamment implantées les villes de Cluses et de Scionzier. Au sud-est, la cluse formée par le Foron du Reposoir sépare la pointe de Nancy de la tête des Bécus dans la chaîne du Bargy. Sur son flanc oriental se trouve le village de Nancy-sur-Cluses qui lui a donné son nom. Le col de Romme, où est implantée une petite station de sports d'hiver, sépare la pointe de Nancy de la tête de la Sallaz.
D'un point de vue géologique, la pointe de Nancy, ainsi que la pointe de Chevran, constituent le prolongement septentrional de la chaîne du Bargy, conservant la structure en anticlinal de la chaîne,.

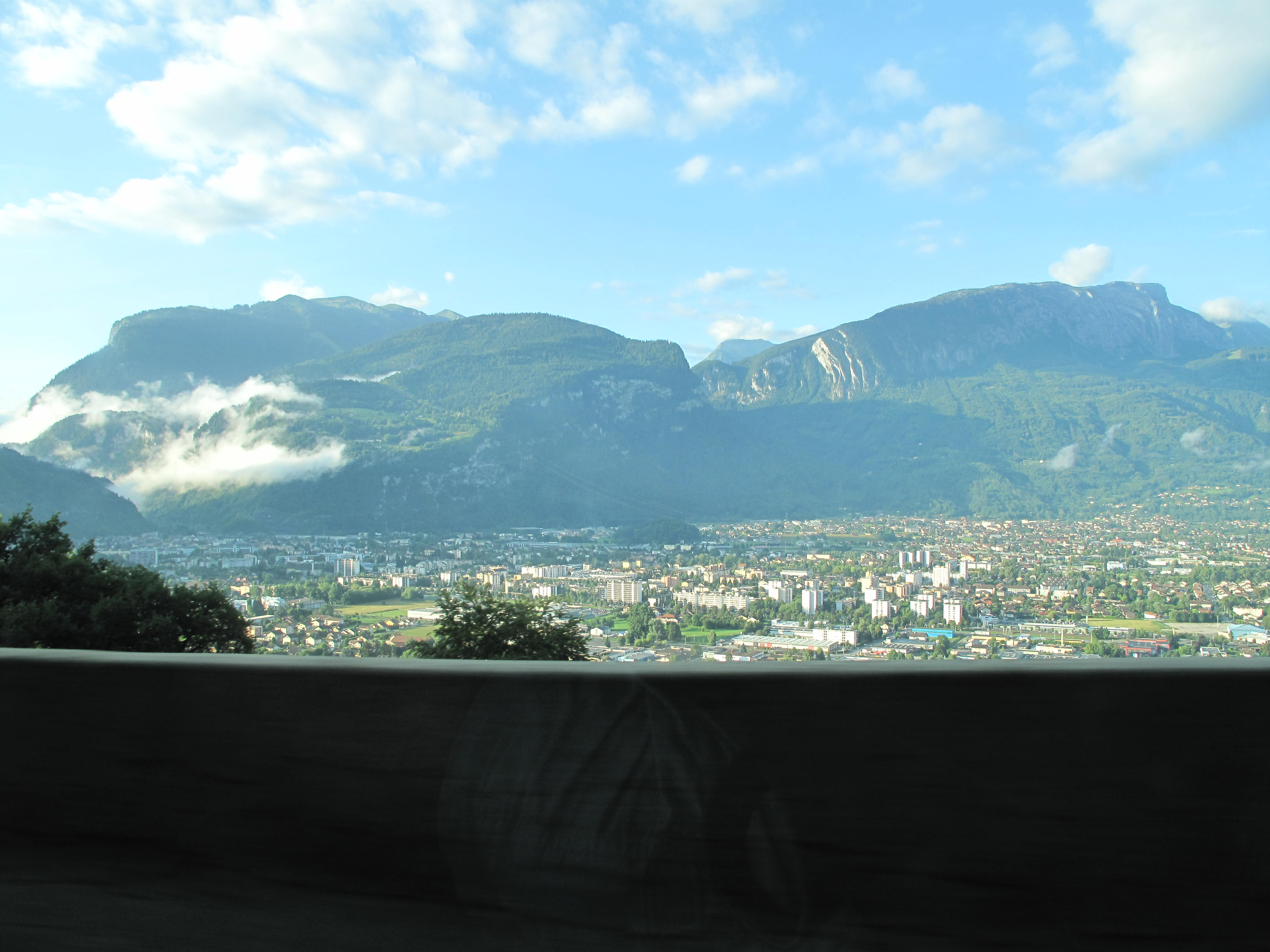
Vue de Cluses depuis le nord avec la chaîne du Bargy sur la droite, la chaîne du Reposoir sur la gauche et la pointe de Nancy se découpant dans le ciel au centre.